# Ammothea striata
Ammothea striata là một loài nhện biển trong họ Ammotheidae. Loài này thuộc chi Ammothea. Ammothea striata được miêu tả khoa học năm 1902 bởi Mobius.